# 阿巴斯加瓦巴爾村
阿巴斯加瓦巴爾村（波斯語：عباس گوابر），是伊朗吉兰省阿姆拉什县中央區南阿姆拉什鄉的一个村。2006年人口普查顯示該村人口为98人，分佈在29个家庭中。